# Pseudorchomene coatsi
Pseudorchomene coatsi is een vlokreeftensoort uit de familie van de Lysianassidae. De wetenschappelijke naam van de soort is voor het eerst geldig gepubliceerd in 1912 door Charles Chilton.